# Salpidema testaceonotata
Salpidema testaceonotata là một loài bọ cánh cứng trong họ Salpingidae. Loài này được Pic miêu tả khoa học năm 1939.